# Nelson Padovani
Nelson Padovani (Presidente Prudente, 17 de setembro de 1948) é um político brasileiro. Foi deputado federal do Paraná, pelo Partido da Social Democracia Brasileira (PSDB).
Tomou posse em março de 2016, como terceiro suplente da coligação Unidos Pelo Paraná (PSDB/DEM/PR/PSC/PTdoB/PP/SD/PSD/PPS).
Em 17 de abril de 2016, Padovani votou pela abertura do processo de impeachment de Dilma Rousseff.
Em agosto de 2017 votou pelo arquivamento da denúncia de corrupção passiva do presidente Michel Temer, cujo índice de aprovação era o pior de um presidente desde a ditadura militar.